# 17세기 철학
17세기 철학(17世紀 哲學, 17th century philosophy)은 서양에서 일반적으로 현대 철학의 시작이자, 중세 철학, 특히 스콜라 철학으로부터의 탈출로 간주된다. 
17세기 초기 철학은 종종 이성의 시대 또는 합리주의의 시대라고 불린다. 이 시기는 르네상스 철학의 계승이자, 계몽주의 시대의 선행이라고 여겨진다. 하지만, 일부는 이 시기를 계몽주의 시대의 초기로 간주하기도 한다. 

## 유럽
17세기에 있어서 가장 눈부신 사건은 새로운 자연과학의 등장이라는 것이다. 그리스 이래의 전통적인 자연학(自然學)은 "사물의 본성은 무엇인가?"라는 의문의 주위를 맴돌며 "그것은 무엇무엇이다"라고 대답할 수 있는, 그 자체의 형상 또는 본질을 규명하는 데에 시종일관했다. 그것은 자연현상의 배후에 숨은 '가려진 성질'은 생각했어도 자연현상이 어떠한 방식으로 생겨나는가를 법칙적으로 설명하려 들지 않았었다. 여기에 대해서 근대의 수학적 자연과학은 사물의 본성이나 형상보다도 현상(現象) 상호의 관계를 문제로 하고, '왜'라는 것보다 '어떻게 하여'라는 의문에 해답하려는 것이었다. 즉 현상 상호의 관계를 양적으로 파악하여 그것을 수학적으로 표현하는 점에 특성이 있었던 것이다. 과학적 자연관의 성립에 관해서는 이것을 두 단계로 나누어서 고찰하는 것이 적당하다. 첫째는 15-16세기의 자연철학자들에 의한 스콜라의 전통적 자연관의 파괴라는 것이다. 예컨대 니콜라우스 쿠사누스나 브루노는 중세적인 코스모스(宇宙), 즉 일정 질서를 가진 유한(有限)의 완결된 우주상(宇宙像)을 파괴하고, '무한이며 특정의 중심을 갖지 않는' 우주라는 새로운 개념을 제시했다. 그들의 손에 의해서 전통적으로 생각되어 왔던 우주의 계층질서적(階層秩序的)인 구조는 근본적으로 파괴되고, 그 대신 무한을 향해서 개방된 생명적인 우주상이 출현한 것이다. 이 세계상(像)의 전환을 한마디로 말하면 '닫힌 세계에서 무한의 우주로'라는 말로써 표현할 수가 있을 것이다. 르네상스의 자연철학자들은 중세적(中世的)인 코스모스 관념을 파괴했으나 거기에서 과학적 자연관이 탄생되는 데에는 또 하나의 사상적 전회(轉回)를 거쳐야 했다. 이 변화는 케플러에서 갈릴레이에의 이동과정에 뚜렷이 나타난다. 케플러는 처음에는 천체를 움직이는 원인은 영(靈)이라고 생각했었으나, 후에 이 힘이 물체적인 것이라는 생각에 도달했다. 갈릴레이에 이르자 자연의 변화를 가능태(可能態)에서 현실태(現實態)로의 이행이라는 것에 의하여 목적론적(目的論的)으로 설명하는 아리스토텔레스의 방법은 전면적으로 부정되고, 자연은 수량적으로 파악될 수 있는 물체가 운동하는 세계라고 생각하게 되었다. 여기서 아리스토텔레스적인 목적론과 함께 자연을 무한한 동적(動的) 생명의 표현으로 보는 르네상스적 자연관 또한 부정된다. 자연은 생명성·인간성이 완전히 제거된 순수한 기계론적인 존재라고 생각하게 된 것이다. 이 변천은 '생명적·유기적 자연관에서 과학적·기계론적 자연관으로'라는 말로써 표현할 수가 있을 것이다. 17세기의 기계론적 자연관은 갈릴레이 이후 네덜란드의 물리학자 크리스티안 하위헌스(1629-1695), 영국의 물리학자 로버트 보일(1627-1691), 나아가서 혈액순환설로 유명한 하비(1578-1657) 등의 힘에 의해서 비약적인 발전을 이루었고 후에 아이작 뉴턴(1643-1727)에 의해서 소위 고전역학(古典力學) 체계로 완성되는데, 이것에 철학적인 바탕을 마련하고 새로운 시대의 세계관으로서 확립시킨 사람으로서는 역시 르네 데카르트의 이름을 들지 않을 수 없다. 

## 지성의 시대
17세기의 기계론적 자연관 성립은 단순히 자연인식의 사고방식 전환을 의미할 뿐만 아니라, 널리 인간관(人間觀), 가치관의 변환(變換)에도 관련되는 획기적인 사건이었다. 세계의 기계론화가 철저하게 추진됨과 동시에 인간의 정신은 세계로부터 독립된 순수 지정(감정으로부터 독립된 지성)으로서 확립되었다. 인간은 세계 밖으로 뛰어나온 독립된 어떤 것으로 되는 것에 의해서만 세계를 자기에게 대립해 있는 것, 즉 인식(認識)의 대상으로서 생각할 수가 있다. 자연적 세계의 철저한 기계론화는 이와 같은 세계와는 독립된 주관(主觀)에 의해서만 가능했던 것이다. 마르틴 하이데거의 말과 같이 인간이 이와 같은 주체(主觀이라는 의미도 포함하여)가 되었다는 것이 근대에서 가장 중요한 변화이며, 더욱이 이와 같은 변화는 17세기라는 한 시대에 일어난 것이다. "아는 것이 힘이다"라고 말한 사람은 프랜시스 베이컨이었는데, 과학에 의한 자연지배가 실현되기 위해서는 우선 인간이 지적(知的) 주체로서 세계에 대해서 군림하는 일이 필요하다. 그와 같은 지적 주체로서의 인간의 존재형식을 확립한 것은 무어라해도 데카르트의 공적일 것이다. 

## 대륙합리론
대륙합리론(大陸合理論)에 공통되는 성격은 무엇보다도 수학적 방법에 대한 절대적인 신뢰라는 점이다. 먼저 데카르트는 물리학에 수학적 방법을 적용하는 이론적 연구의 성공으로 힘을 얻어, 이 물리수학적 방법을 일반화하여 모든 학문에 통하는 보편적 방법의 이념에 도달했다. 스피노자 또한 수학을 학문의 모범으로 생각하고, 철저하게 기하학적 방법을 철학에 응용하여 철학을 엄밀한 논증적(論證的) 학문으로 하려고 했다. 라이프니츠는 수학적 기호를 사용하여 가장 단순한 진리에서 모든 진리를 연산적(演算的)으로 연역(演繹)하려는 결합술(結合術)을 생각해 냈다. 영국의 경험론과 대비해서 생각했을 때, 대륙합리론이란 사고방식의 특성은 특히 인식의 기원을 문제로 하는 인식론적 견지에서 논의된다. 즉 모든 인식은 경험에서 생긴다고 하는 경험론에 대해서, 합리론은 모든 확실한 인식은 생득적(生得的)이며, 명증적(明證的)인 원리-직관(直觀)으로 확실한 원리-에서 유래한다는 입장에 선다. 감각적 경험은 혼란스런 것이라 하여 경시하고, 수학적 인식을 원형으로 하는 것 같은 논증적 지식을 중시하는 것이 일반적 경향이라고 할 수 있겠다. 

## 17세기 철학자 목록
- 프란시스 베이컨 (1561–1626)
- 토마스 브라운 (1605–82)
- 토마스 홉스 (1588–1679)
- 르네 데카르트 (1596–1650)
- 블레즈 파스칼 (1623–1662)
- 바뤼흐 스피노자 (1632–1677)
- 프란시스코 수아레스 (1548–1617)
- 존 로크 (1632–1704)
- 니콜라 말브랑슈 (1638–1715)
- 아이작 뉴턴 (1642–1727)
- 고트프리트 라이프니츠 (1646–1716)
- 피에르 벨 (1647–1706)
- 갈릴레오 갈릴레이 (1564–1642)
- 존 밀턴 (1608–1674)

## 같이 보기
- 고대와 현대의 논쟁

## 참고 문헌
- 이 문서에는 다음커뮤니케이션(현 카카오)에서 GFDL 또는 CC-SA 라이선스로 배포한 글로벌 세계대백과사전의 내용을 기초로 작성된 글이 포함되어 있습니다.